# Марія Зайн-Віттгенштайн-Берлебурзька
Марі́я Марія Антуанетта Кароліна Стефанія Зайн-Віттгенштайн-Берлебу́рзька (нім. Marie zu Sayn-Wittgenstein-Berleburg), також відома як Марія Зайн-Віттгенштайн-Зайнська (нім. Marie zu Sayn-Wittgenstein-Sayn) та Марія Львівна Вітгенштейн (рос. Мария Львовна Витгенштейн, нар. 16 лютого 1829 — пом. 21 грудня 1897) — прусська принцеса з князівської династії Зайн-Віттгенштайн-Берлебург, донька князя Людвіга Адольфа Зайн-Віттгенштайнського та литовської княжни Стефанії Радзивілл, дружина 8-го князя цу Гогенлое-Шиллінгсфюрст Хлодвіга Карла Віктора, канцлера Німеччини у 1894—1900 роках.

## Біографія
Марія народилась 16 лютого 1829 року у Санкт-Петербурзі первісткою в родині графа Людвіга Адольфа Зайн-Вітгенштейна та його першої дружини Стефанії Радзивілл через 10 місяців після їхнього весілля.
Виписка з метричної книги про хрещення в Санкт-Петербурзькій римо-католицькій парафіяльній церкві Святої Катерини від 9 березня 1829 року свідчить: 
«4.02.1829 народилась Марія-Стефанія-Кароліна, донька полковника гвардії графа Людвіга фон Вітгенштейна, сина фельдмаршала графа Петра Витгенштейна, та його дружини, графині Стефанії, уродженої кн. Радзивілл, доньки несвізького, слуцького та проч. ординату князя Домініка Радзивілла. С.-Петербург, 5.09.1852 р».

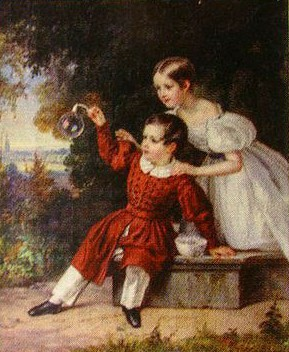
Марія з братом, 1830-ті

Родина взимку жила у Петербурзі, літні місяці проводячи у маєтку Дружносельє поблизу Гатчини. Після народження Марії вони переїхали за кордон і мешкали у Флоренції. 
За два роки у Марії з'явився брат Петро Домінік. Після його народження у матері виявили перші ознаки сухот, і сім'я перебралася до Емсу, де Стефанія померла у 22 років.
Батько після цього мав любовний зв'язок із одруженою Любов'ю Суворовою. Російська імператриця Олександра Федорівна, щоб припинити скандал, знайшла для нього нову дружину — 18-річну княжну Леоніллу Барятинську. Восени 1834 року у Марії та Петра з'явилась молода мачуха. Із Леоніллою у них склалися добрі відносини. Від цього шлюбу у них було троє зведених братів та сестра. 
Після весілля родина переїхала за кордон, мешкала у Франції або у своєму маєтку Вяркяй в Прибалтиці. Величезне багатство, що залишила чоловіку Стефанія, дозволяло їм вести розкішний спосіб життя.
На свій 18-й день народження Марія взяла шлюб із 7-м князем цу Гогенлое-Шиллінгсфюрстом Хлодвігом Карлом Віктором, який носив також титули принца фон Ратібора та Корві. Весілля відбулося в Рьодельхаймі 16 лютого 1847 року. Золотава сукня, в якій вінчалася Марія, збереглася до наших часів.
У шлюбі народила шестеро дітей. За наречену дали великий посаг, що дало змогу виправити важке матеріальне становище Шиллінгсфюрстів. У шлюбному контракті було також оговорено, що до посагу входить і Мірський замок, доля якого на той час вирішувалася в суді на тяжбі між Антонієм Радзивіллом та Віттгенштайнами. Зрештою, він перейшов у власність Гогенлое-Шилінгсфюрстів за кілька років згідно з заповітом батька Марії.
Спочатку родина жила в палаці Шиллінгфюрстів, куди Марія привнесла чимало «руського». Так, в картинній галереї й досі висить портрет Олександра I — подарунок від імператора, а гостей зустрічає опудало величезного ведмедя у вестибюлі.
Постійно проживаючи в Німеччині, Марія полюбляла приїжджати на батьківщину для участі у полюваннях на лося та ведмедя. Разом із Хлодвігом вони двічі тривало гостювали у Вяркяї: у 1851—1853 та у 1860 роках.
У 1866—1870 її чоловік очолював раду міністрів Баварії, у 1874—1885 — перебував на посаді посла Німеччини у Франції, після чого його призначили намісником Ельзас-Лотарингії, де він і перебував до 1894 року.
Влітку 1887 Марія отримала від брата, що помер бездітним та неодруженим, значний спадок, до якого входив 171 маєток у Мінській, Віленській, Ковенській та Вітебській губерніях, загальна площа яких становила 1 млн га. Однак, згідно з російським законом від 14 березня 1887, іноземці, які мали володіння в межах Російської імперії, мусили або прийняти російське підданство, або продати володіння протягом трьох років від прийняття закону. Ці обставини змусили сімейство згодом відмовитись від російських володінь.
Тим не менш, восени 1889 — взимку 1890 років Марія із синами здійснила подорож своїми маєтками на території Російської імперії, значна частина яких знаходилася в Білорусі. Кілька місяців вельможна княгиня провела у невеличких мисливських будиночках в оточенні родичів та нечисленних слуг. У її свиті перебував професійний фотограф Йохан Хікса, через що залишилась значна кількість світлин з цієї мандрівки. Переважно фотографії представляють княгиню Марію та членів її сім'ї в моменти підготовки до полювання. На фото вони часто позують і на тлі вбитої дичини.

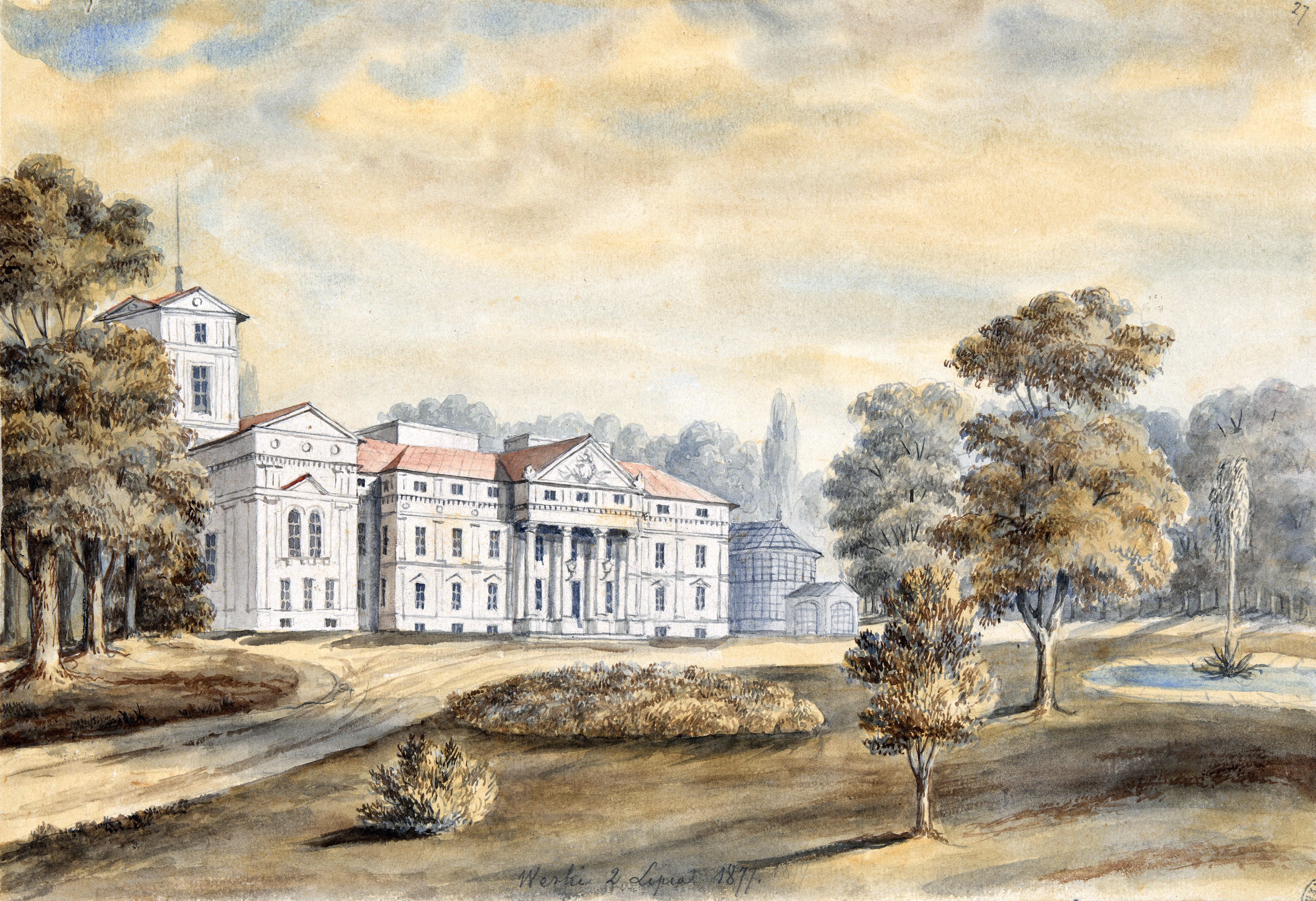
Палац у Вяркяї

Княгиня зберігала прекрасну форму та пристрасть до полювання до кінця життя. В записках її чоловіка часто можна було зустріти фрази на кшталт: «Були на полюванні. Невдало. Тільки Марія вбила кабана»...
Мирські землі у Білорусі у 1891 році були продані родині Святополк-Мирських, а Любчу із Налібоцькою Пущею придбали брати Фальц-Фейни. Колекцію портретів своїх предків Марія вивезла з садиби Вяркяй під Вільнюсом до маєтку чоловіка в Німеччині, де твори зберігаються і сьогодні.
Восени 1894 Хлодвіга неочікувано призначили рейхсканцлером Німецької Імперії після відставки Лео фон Капріві. Окрім звичайного окладу на цій посаді, він таємно отримував до 120 000 марок на рік.
Марія померла в середині терміну  його перебування на посаді канцлера й переживши сина та доньку. Її не стало 21 грудня 1897 року у Берліні.

Згідно з заповітом, складеним у Страсбурзі 10 лютого 1892 року, княгиня 
«все своє рухоме та нерухоме майно у Віленській, Мінській та Гродненській губерніях, а також у Седлецькій губернії Царства Польського відписала у пожиттєве володіння чоловіка свого князя Хлодвіга Гогенлое-Шиллінгсфюрста, а власність синам Філіпу Ернсту, Моріцу, Александру та дочці Єлизаветі Гогенлое-Шиллінгсфюрст…».

## Родина

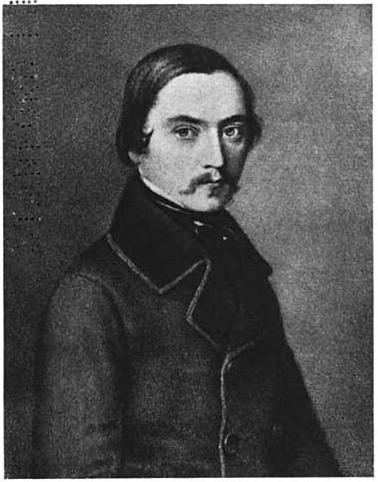
Хлодвіг Гогенлое-Шиллінгсфюрстський

Чоловік — Хлодвіг Гогенлое-Шиллінгсфюрстський
Діти:
- Єлизавета (1847—1915) — одружена не була, дітей не мала;
- Стефанія (1851—1882) — дружина графа Шенборн-Візентейд Артура, мала сина та двох доньок;
- Філіп Ернст (1853—1915) — 8-й князь Гогенлое-Шиллінгсфюрст, був двічі одруженим, мав трьох дітей;
- Альбрехт (1857—1866) — дожив до 8 років;
- Моріц (1862—1940) — 9-й князь Гогенлое-Шиллінгсфюрст, був одружений із альтграфинею Розою Сальм-Райфершайдт-Кротайм-Дік, мав п'ятеро дітей;
- Александр (1862—1924) — був одруженим з Емануелою Ґалоне ді Трікасе Молітерно, дітей не мав.

## Цікаві факти
- Взимку 2016 року у Слуцьку відбулась фотовиставка, присвячена княгині Марії.[12] 27 листопада 2015 —17 січня 2016 — подібна виставка під назвою «Литва та Білорусь на сторінках сімейного альбому кн. Марії Гогенлое» пройшла у Мірському замку, а 25 вересня — 22 жовтня 2015 — в Осиповичах.[14]
- Дід Марії, Людвіг Адольф Вітгенштейн, за деякими даними, похований у маєтку Кам'янка Ольгопольського повіту Подільської губернії — наразі містечко Кам'янка.[19]